# 科尔尼 (厄尔省)
科尔尼（法語：Corny，法語發音：[kɔʁni]）是法国厄尔省的一个旧市镇，位于该省东北部，属于莱桑德利区。该旧市镇总面积5.26平方公里，2009年时的人口为332人。

## 交通
厄尔省省道D316线经过境内。

## 人口
科尔尼人口变化图示